# 广岛文教女子大学短期大学部
广岛文教女子大学短期大学部（日语：／ Hiroshima Bunkyō Joshi Daigaku Tanki Daigakubu *）是过去一所位于日本广岛县广岛市安佐北区的私立短期大学。前身是可部女子短期大学（日语：／ kabe Joshi Tanki Daigaku *）。

## 概要

### 简介
- 学校最早可以追溯到1948年[1][2]。短期大学为于1962年开办[2]、由学校法人武田学园经营。招生到于2001年[3]、停办于2005年。

### 历史
- 1962年 可部女子短期大学成立位于了安佐郡可部町。并同时设置一个学科即服装科[注 8][2]。
- 1964年 食物营养科成立（分离为两个专攻、以下列举）[2]。
  - 食物专攻（但招生到于1989年）
  - 营养专攻（改名为食物营养专攻于1967年。改编为食物营养学科于1990年）
- 1965年 两个学科成立、以下列举[2]。
  - 日文科
  - 英文科
- 1966年 改校名广岛文教女子大学短期大学部[2]。
- 1970年 幼儿教育学科成立。四个学科改名为以下列举[2]。
  - 日文科→日文学科
  - 英文科→英文学科
  - 服装科[注 8]→服饰学科（改名为生活科学科于1989年）
  - 食物营养科→食物营养学科
- 1996年 营养专攻成立于专科。
- 2001年 最后一年招生、次年停止招生（正式停办于2005年5月30日[3]）。

## 学校环境
- 校区：在了广岛县广岛市安佐北区[注 1]

## 历任校长
- 武田キミ：第一代短期大学校长[4]。

## 组织

### 学科
- 生活科学科
- 食物营养学科

### 前学科
| - 食物营养学科 - 食物专攻 - 食物营养专攻 - 日文学科 - 英文学科 - 幼儿教育学科 |

### 专科
| - 营养专攻 |

### 业余课程
| - 没有 |

## 相关链接
- 日本短期大学列表